# Torre de Can Triter
La Torre de Can Triter o Torre d'Onofre Arnau o Torre de Can Tria és una obra de Mataró (Maresme) protegida com a bé cultural d'interès local.

## Descripció
La torre de Can Triter, de planta rectangular i coberta a dues aigües, estava vinculada a la masia del mateix nom. De la torre destaquen els carreus de pedra de les cantonades, el finestral gòtic i les espitlleres del tercer nivell de la torre. Al costat es troben les restes d'un antic dipòsit de pedra de planta circular. A pocs metres se situen les restes dels antics murs de la masia del castell. La torre ha estat restaurada recentment.

## Història
"Seguint l'evolució cronològica dels noms de la localitat, a la fi del segle xi, hom registra l'aparició del topònim "Mataró" (escrit Matero). Així escrit ja apareix a l'any 1098 per anomenar el castell situat prop de la masia,, avui dia desaparegut, que es trobava aixecat al turó d'Onofre Arnau, a llevant de la ciutat, i que documents anteriors a la referida data anomenada castell o Torre de Mata".